# Bersaglio mobile (romanzo)
Bersaglio mobile (The Moving Target) è un romanzo di genere hard boiled, il primo in cui compare l'investigatore Lew Archer, creato dallo scrittore Ross Macdonald e pubblicato nel 1949. Il libro è preceduto dalla raccolta di racconti Il mio nome è Archer, che è stato pubblicato in seguito.

## Trama
Lew Archer riceve un incarico dalla signora Elaine Sampson: ritrovare il marito Ralph, plurimilionario scomparso da appena un giorno. L'uomo ha fatto perdere le proprie tracce mentre il pilota Alan Taggert, a causa di un guasto al suo aereo personale, si era fermato a Burbank e aveva provveduto alla riparazione. Informandosi su Sampson, Archer apprende che questi beve troppo, che dalla prima moglie ha avuto due figli, Miranda e Bob, aviatore morto in guerra. Questo spiega l'attaccamento a Alan, di cui anche Miranda è innamorata, ma il padre aveva predisposto per lei un matrimonio con Albert Graves, ex procuratore distrettuale e vecchio amico di Lew. Inoltre Ralph non era più considerato affidabile da quando aveva ceduto una montagna a un santone, Claude, e ai suoi correligionari.
Il giorno dopo arriva una richiesta di Ralph: reperire centomila dollari e tenerli a disposizione. Segue la lettera dei rapitori con le istruzioni per la consegna del denaro. Ma, sebbene sempre affiancato da Graves che amministra i beni della famiglia, Archer si accorge che il criminale incaricato di riscuotere la somma viene ucciso da una donna, la quale gli sottrae il malloppo e fugge a bordo di una decapottabile, mentre l'uomo finisce in un fosso. Si tratta di Eddie Lassiter, la cui sorella Betty, cocainomane, suona in un piano bar. La mattina seguente Archer costringe Alan ad ammettere che ha organizzato il rapimento insieme a Betty Lassiter, in arte Fraley. Nella discussione, il pilota tiene Archer sotto tiro, ma un colpo sparato da Graves (che ha sentito la conversazione senza farsi vedere) penetra nel cranio di Alan, uccidendolo sul colpo.
Archer ha già varie idee sulle persone che ruotano attorno ai fratelli Lassiter: Fay Estabrook (attrice in declino), Troy (suo ex marito), Claude e Marcie. Tutti aspettavano il denaro del rapimento, pur non essendone gli autori. Il gruppo sequestra Betty (la donna che aveva ucciso Eddie, sottraendogli il denaro) e, per farle confessare il nascondiglio dei soldi, Troy la tortura. Archer, dopo vari scontri violenti, con astuzia, strappa loro Betty e li blocca avvertendo la polizia: essi sono incriminabili per aver lucrato sull'immigrazione clandestina dal Messico.
Lew ha anche avvertito Graves sul luogo dove Ralph è tenuto prigioniero. Quando lui stesso arriva, una potente botta in testa lo tramortisce. Al suo risveglio è soccorso da Graves, che tuttavia è in forte ritardo e accampa molte scuse sul fatto che non ha portato con sé la polizia. Poco dopo i due arrivano da Ralph, ma l'uomo è appena stato ucciso. Anche Betty, fuggita con la macchina di Archer, è piombata in una scarpata perché inseguita da un agente. Il disastro induce Lew a recuperare il denaro dei Sampson e ad avvertire Elaine e Miranda che il rapimento era opera di Alan e Betty, ma costoro non erano gli assassini di Ralph. Il colpevole è lo stesso Graves, già uccisore di Alan, quindi assalitore di Archer. Approfittando dello svenimento di Lew, aveva finito Sampson, legato e stordito, dopo che nel pomeriggio aveva sposato Miranda. Poiché Archer non poteva contare sulle prove o testimonianze di tanti morti, egli pensa di aver perso la partita, ma Graves si costituisce e ammette la sua colpevolezza.

## Opere derivate
Nel 1966 il romanzo è stato trasposto nel film Detective's Story, con Paul Newman (Lew Archer) e Lauren Bacall (Elaine Sampson), diretto da Jack Smight.

## Edizioni in italiano
- John Ross MacDonald, Bersaglio mobile, collana Il Giallo Mondadori n. 221, Milano, Mondadori, 1953
- Ross Macdonald, Bersaglio mobile, traduzione di Miriam Alessandri, collana I Classici del Giallo Mondadori n. 226, Milano 1975
- Ross Macdonald, Bersaglio mobile, I Maestri del Giallo, Novara, Mondadori-De Agostini, 1991
- Ross Macdonald, Bersaglio mobile, traduzione di Alessandra di Luzio, Bresso, Hobby & Work, 2005
- Ross Macdonald, Bersaglio mobile, Milano: Corriere della Sera, 2017
- Ross Macdonald, Bersaglio mobile: romanzo,  introduzione di Luca Briasco; traduzione dall'inglese di Raffaella Vitangeli, Roma, TimeCrime, 2021